# Бакланов, Глеб Владимирович
Глеб Владимирович Бакланов (1 (14) августа 1910 года, Москва — 16 января 1976 года, там же) — советский военный деятель, Генерал-полковник (7 мая 1960 года). Герой Советского Союза (29 мая 1945 года).
Депутат Верховного Совета СССР 6 и 7-го созывов (с 1962 по 1970 годы). Член Олимпийского комитета СССР. Председатель Секции, затем Федерации гимнастики СССР (1948—1950 и 1972—1975 годы).
Родной брат актрисы Ольги Баклановой, отец дипломата Андрея Бакланова.

## Начальная биография
Глеб Владимирович Бакланов родился 1 (по нов.ст. 14) августа 1910 года в Москве в состоятельной семье Владимира Николаевича Бакланова (1865—1920) и Александры Ивановны Баклановой (Решетниковой; (1871–1951). Дед Глеба Владимировича — Николай Козьмич Бакланов (1836–1906), купец первой гильдии, совладелец Торгового Дома «К.К.Бакланов-сыновья», председатель совета Московского международного торгового банка, директором-распорядитель в Торгово-промышленном товариществе. Отец владел Купавинской ткацкой фабрикой. Мать, в прошлом известная театральная актриса, оставила сцену и посвятила себя воспитанию шестерых детей. Сестра матери — Елизавета Ивановна Найдёнова, актриса.
Старшая из сестёр Ольга в 1926 году не вернулась в РСФСР из гастролей по США, где вскоре стала успешной актрисой; вторая сестра Наталия Владимировна Бакланова (1897—1980) — скрипачка, автор небольших музыкальных пьес для детского репертуара.
Окончил среднюю школу и Московский политехнический техникум имени В. И. Ленина, а также увлекался спортом и был чемпионом Москвы по гимнастике.

## Военная служба

### Довоенное время
В ноябре 1932 года был призван в ряды РККА и направлен в 1-ю Московскую Пролетарскую стрелковую дивизию. После окончании команды одногодичников с декабря 1933 года служил в 3-м стрелковом полку этой же дивизии на должностях командира взвода, помощника командира роты, начальника штаба батальона, начальника химической защиты полка и помощника начальника штаба полка. В июле 1938 года уволен в запас.
В мае 1939 года Бакланов был повторно призван в РККА и назначен на должность начальника штаба 541-го стрелкового полка (136-я стрелковая дивизия), после чего принимал участие в боевых действиях в ходе советско-финской войне, во время которой был ранен, а за мужество и героизм в боях награждён орденом Красного Знамени.
После окончания 1-го курса Военной академии имени М. В. Фрунзе в декабре 1940 года назначен на должность начальника штаба 6-го мотострелкового полка (1-я Московская Пролетарская мотострелковая дивизия, Московский военный округ).

### Великая Отечественная война
С началом войны капитан Бакланов находился на прежней должности, а в августе 1941 года был назначен на должность командира батальона 175-го мотострелкового полка в составе той же дивизии. Принимал участие в ходе приграничного сражения на Западном фронте, а также в Смоленском сражении. В районе Орши был тяжело ранен, в связи с чем представлен к увольнению из армии по инвалидности, однако в ноябре 1941 года был назначен на должность командира батальона курсантов Омского военного пехотного училища, а в январе 1942 года — на должность командира 157-й стрелковой бригады, которая вскоре принимала участие в ходе боевых действий под Старой Руссой.
В июне 1942 года назначен на должность командира 299-й стрелковой дивизии, которая принимала участие в боевых действиях в ходе Сталинградской битвы. За отличие в данных боях Бакланов награждён орденом Александра Невского и американским орденом «За выдающиеся заслуги».
В мае 1943 года назначен на должность командира 13-й гвардейской стрелковой дивизии, которая вскоре принимала участие в ходе Курской битвы и битвы за Днепр, в ходе которых вела боевые действия в освобождении городов Полтава и Кременчуг. Вскоре дивизия под командованием Бакланова участвовала в ходе Нижнеднепровской, Кировоградской, Уманско-Ботошанской и Львовско-Сандомирской наступательных операций.
В октябре 1944 года назначен на должность командира 34-го гвардейского стрелкового корпуса, который вскоре принимал участие в боевых действиях в ходе Висло-Одерской, Нижне-Силезской и Верхне-Силезской наступательных операций, а также в окружении 50-тысячной группировки войск противника в районе города Бреслау.
С апреля 1945 года корпус принимал участие в Берлинской и Пражской наступательных операций, а также в форсировании рек Шпрее и Эльба и освобождении 8 мая Дрездена, за что корпусу было присвоено почётное наименование «Дрезденский».
Указом Президиума Верховного Совета СССР от 29 мая 1945 года за отличное выполнение боевых заданий командования на фронте борьбы с немецкими захватчиками и проявленные при этом отвагу и геройство генерал-майору Глебу Владимировичу Бакланову присвоено звание Героя Советского Союза с вручением ордена Ленина и медали «Золотая Звезда» (№ 6564).
На Параде Победы 1945 года командовал сводным полком 1-го Украинского фронта.

### Послевоенная карьера

Могила Г. В. Бакланова на Новодевичьем кладбище Москвы.

После окончания войны генерал-лейтенант Бакланов командовал 34-м гвардейским и 20-м гвардейским стрелковыми корпусами в составе в Прикарпатского и Киевского военных округов.
После окончания Высших академических курсов при Высшей военной академии имени К. Е. Ворошилова в июне 1948 года назначен на должность начальника управления физической подготовки и спорта Сухопутных войск. Был одним из руководителей советской делегации в Лондон с целью определения возможности участия СССР в Летних Олимпийских играх.
В апреле 1954 года назначен на должность командующего 13-й армией (Прикарпатский военный округ) со штабом армии в Ровно, в феврале 1959 года — на должность первого заместителя командующего Северной группой войск, в мае 1960 года — на должность командующего войсками Сибирского военного округа, а в ноябре 1964 года — на должность командующего Северной группой войск.
Депутат Верховного Совета СССР 6—7 созывов. Депутат Новосибирского областного совета депутатов трудящихся, член бюро Новосибирского областного комитета КПСС (1960—1964).
Генерал-полковник Г. В. Бакланов в июне 1967 года вышел в отставку. Продолжал вести активную работу в области спорта, был Председателем Федерации гимнастики СССР в 1972—1975 годах.
Умер 16 января 1976 года в Москве. Похоронен на Новодевичьем кладбище (участок 2).
Семья:
1-й брак (развелись в 1937 году) — Ксения Георгиевна Рахманова (1908-1998), дочь Г.К.Рахманова. Инженер-технолог. Работала на кондитерской фабрике «Рот-Фронт», в НИИ кондитерской промышленности. В 1974 году получила премию Совета Министров СССР «За наиболее выдающееся проекты и строительство по этим проектам» за проектирование и строительство шоколадной фабрики «Россия» в Куйбышеве.
- Две дочери:  Елена (род.1933), Заслуженная артистка РФ, Заслуженный работник культуры РФ[4] и Ольга (род.1935)

2-й брак — Клавдия Ивановна Мареева (1913–1997). Награждена медалями «За оборону Ленинграда», «За боевые заслуги».  Похоронена вместе с мужем на Новодевичьем кладбище.
- Сын Андрей Глебович Бакланов (род. 1947) — советский и российский дипломат, чрезвычайный и полномочный посол Российской Федерации в Саудовской Аравии (2000—2005).

## Награды
- медаль «Золотая Звезда» Героя Советского Союза (№ 6564; 29.05.1945);
- орден Ленина (29.05.1945);
- три ордена Красного знамени (15.01.1940, 19.04.1942, 3.11.1953);
- ордена Кутузова 1-й (06.04.1945) и 2-й (10.01.1944) степеней;
- орден Суворова 2-й степени (23.09.1944);
- орден Александра Невского (14.02.1943);
- орден Красной Звезды (24.06.1948);
- медали.

Иностранные награды
- крест «За выдающиеся заслуги» (США, 23.06.1943);
- орден «Легион почёта» степени командор (США, 5.05.1945);
- крест ордена Белого льва «За Победу» (Чехословакия, 19.10.1945);
- Военный крест (Чехословакия, 5.11.1945);
- Командорский крест ордена Возрождения Польши (ПНР);
- орден «За воинскую доблесть» («Virtuti militari») IV степени (ПНР, 19.12.1968);
- медали Польши и Чехословакии.

## Воинские звания
- Майор (1941);
- Полковник (8.11.1942);
- Генерал-майор (1.03.1943);
- Генерал-лейтенант (5.07.1946);
- Генерал-полковник (7.05.1960).

## Мемуары
- Бакланов Г. В. Точка опоры. — М.: Молодая гвардия, 1971. — 319 с.
- Бакланов Г. В.. Ветер военных лет. — М.: Воениздат, 1977. — 288 с.
- Бакланов Г. В. Вітер воєнних років. З доповненнями. Переклад з російської О. М. Базилівського. — Київ: Політвидав України, 1985. — 304 с.